# Leon Strzelecki

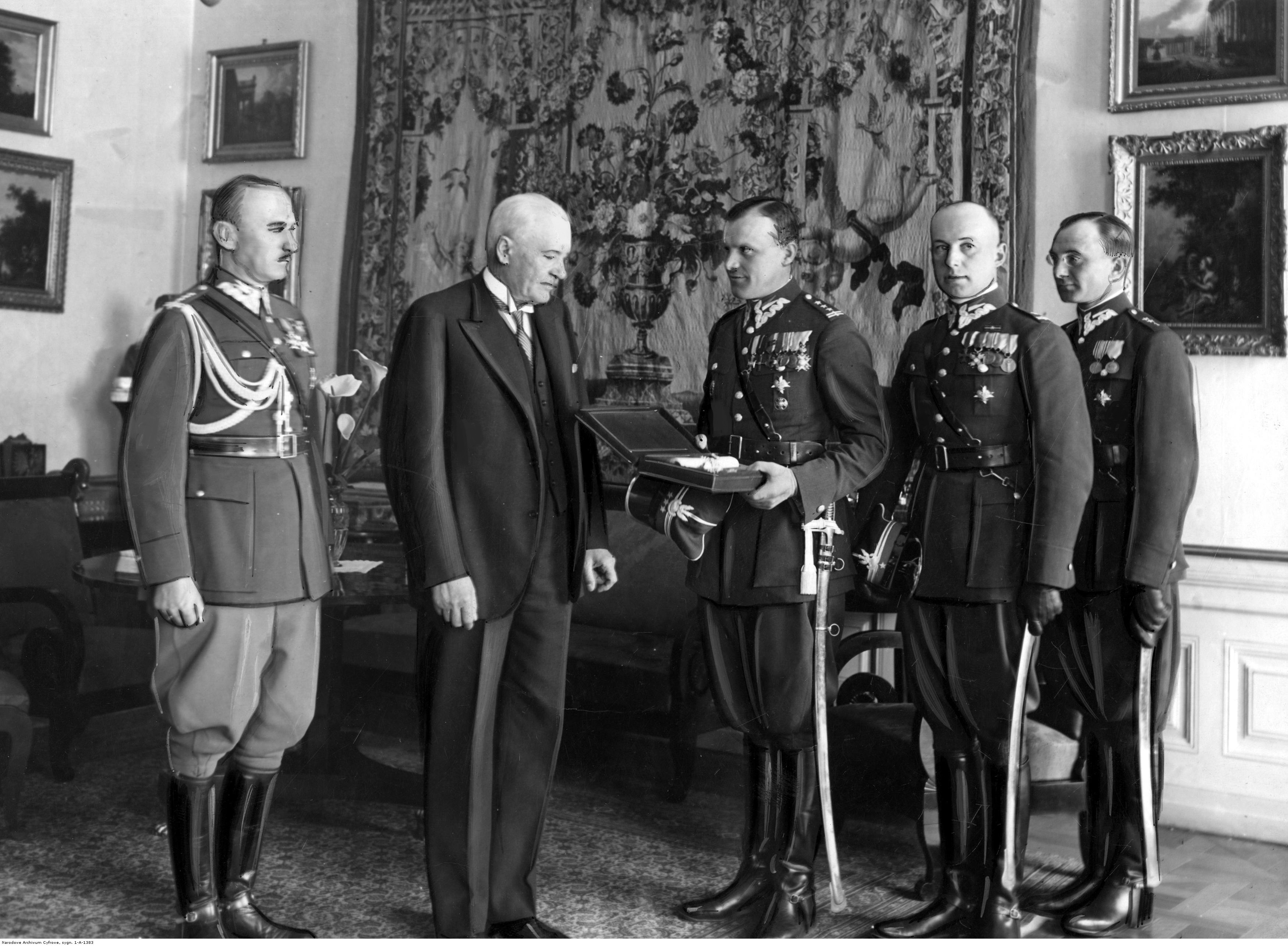
Wręczenie prezydentowi RP Ignacemu Mościckiemu odznaki pułkowej przez delegację 1 puł 2 maja 1932 r.; płk Leon Strzelecki trzeci z prawej

Leon Strzelecki (ur. 11 kwietnia 1895 w Piotrkowie Trybunalskim, zm. 7 września 1968 w Londynie) – generał brygady Wojska Polskiego, kawaler Orderu Virtuti Militari.

## Życiorys
Urodził się 11 kwietnia 1895 w Piotrkowie Trybunalskim. Działał w skautingu. Od sierpnia 1914 do lipca 1917 służył Legionach Polskich. Oficer 1 pułku ułanów. 1 listopada 1916 awansował na podporucznika. Po kryzysie przysięgowym został internowany w Beniaminowie.
Od 1918 był oficerem 5 pułku ułanów na stanowisku dowódcy szwadronu. Od 1921 do 1926 w 1 pułku szwoleżerów Józefa Piłsudskiego pełnił obowiązki dowódcy dywizjonu, a następnie kwatermistrza. 31 marca 1924 awansował na majora ze starszeństwem z dniem 1 lipca 1923 i 5. lokatą w korpusie oficerów jazdy.
Podczas przewrotu majowego 1926 został ranny. 2 listopada 1926 został słuchaczem Kursu Normalnego Wyższej Szkoły Wojennej w Warszawie. 23 stycznia 1928 awansował na podpułkownika ze starszeństwem z dniem 1 stycznia 1928 i 11. lokatą w korpusie oficerów kawalerii. 31 października 1928, po ukończeniu studiów i otrzymaniu dyplomu naukowego oficera Sztabu Generalnego, został przydzielony do Centrum Wyszkolenia Kawalerii w Grudziądzu na stanowisko dyrektora nauk. We wrześniu 1930 został wyznaczony na stanowisko dowódcy 1 pułku Ułanów Krechowieckich w Augustowie. 10 grudnia 1931 awansował na pułkownika ze starszeństwem z dniem 1 stycznia 1932 i 4. lokatą w korpusie oficerów kawalerii. W latach 1934–1935 pełnił służbę w Generalnym Inspektoracie Sił Zbrojnych w Warszawie na stanowisku oficera do zleceń. Z dniem 6 marca 1935 został wyznaczony na stanowisko szefa Biura Inspekcji Generalnego Inspektoratu Sił Zbrojnych.
W sierpniu 1939 objął dowództwo Podolskiej Brygady Kawalerii w Stanisławowie. Na czele tej wielkiej jednostki kawalerii walczył w kampanii wrześniowej. Uczestnik bitwy nad Bzurą i obrony Warszawy, gdzie był zastępcą dowódcy Zbiorczej Brygady Kawalerii.
Po kapitulacji stolicy przebywał w obozach jenieckich. Od 1945 roku służył w 2 Korpusie we Włoszech. Od stycznia 1946 do 1947 dowódca 1 Pułku Ułanów Krechowieckich. Po demobilizacji mieszkał w Wielkiej Brytanii. Naczelny Wódz mianował go generałem brygady ze starszeństwem z 1 stycznia 1964.
Zmarł 7 września 1968 w Londynie. Został pochowany na Cmentarzu South Ealing w Londynie.

## Awanse
- podporucznik – 1 listopada 1916
- porucznik – 12 października 1918
- rotmistrz – 3 maja 1922 zweryfikowany ze starszeństwem z dniem 1 czerwca 1919
- major – 31 marca 1924 ze starszeństwem z dniem 1 lipca 1923 i 5. lokatą w korpusie oficerów jazdy
- podpułkownik – 23 stycznia 1928 ze starszeństwem z dniem 1 stycznia 1928 i 11. lokatą w korpusie oficerów kawalerii
- pułkownik – 10 grudnia 1931 ze starszeństwem z dniem 1 stycznia 1932 i 4. lokatą w korpusie oficerów kawalerii
- generał brygady – ze starszeństwem z dniem 1 stycznia 1964

## Ordery i odznaczenia
- Krzyż Srebrny Orderu Wojskowego Virtuti Militari (30 czerwca 1921)[10]
- Krzyż Niepodległości (12 maja 1931)[11]
- Krzyż Oficerski Orderu Odrodzenia Polski (11 listopada 1936)[12]
- Krzyż Walecznych (czterokrotnie, po raz pierwszy w 1921)[13]
- Złoty Krzyż Zasługi (24 maja 1929)[14]
- Srebrny Krzyż Zasługi
- Odznaka Pamiątkowa Generalnego Inspektora Sił Zbrojnych (12 maja 1936)
- Krzyż Komandorski Orderu Krzyża Orła (Estonia, 1937)
- Krzyż Oficerski Orderu św. Sawy (Jugosławia, 24 czerwca 1929)[15]
- Krzyż Oficerski Orderu Legii Honorowej (Francja, 1936)[16]